# Karel Doormanstraat (Rotterdam)
De Karel Doormanstraat is een winkelstraat in het centrum van Rotterdam. De straat verbindt de Westblaak met het Weena. Tussen de Aert van Nesstraat en De Doelen (langs het Schouwburgplein) is de straat voetgangersgebied.

## Geschiedenis
De straat ligt ongeveer ter hoogte van de vooroorlogse Tuindersstraat en Diergaardekade. Dit gebied werd in 1940 ernstig getroffen door de branden die ontstonden bij het bombardement op Rotterdam door de Duitse luchtmacht. De straten ten westen van de Coolsingel waren het bombardement in eerste instantie redelijk ongeschonden doorgekomen, maar vielen uren later alsnog ten prooi aan de vlammen, toen de wind draaide en nog wat in kracht toenam. De Karel Doormanstraat ontstond na de Tweede Wereldoorlog in het kader van de wederopbouw van de stad. De bebouwing aan de centrumzijde, die ook de bekende Lijnbaanflats omvat, dateert uit 1955 en is ontworpen door Hugh Maaskant. Ze wordt gezien als een treffend naoorlogs voorbeeld van het nieuwe bouwen.

## Vernoeming
Karel Willem Frederik Marie Doorman was een Nederlandse schout-bij-nacht. Hij werd bekend door de Slag in de Javazee in 1942. Het is een van de zeehelden die in de buurt met een straatnaam geëerd worden. Ter hoogte van de Van Oldenbarneveltplaats staat een buste van de marineman.

## Fotogalerij

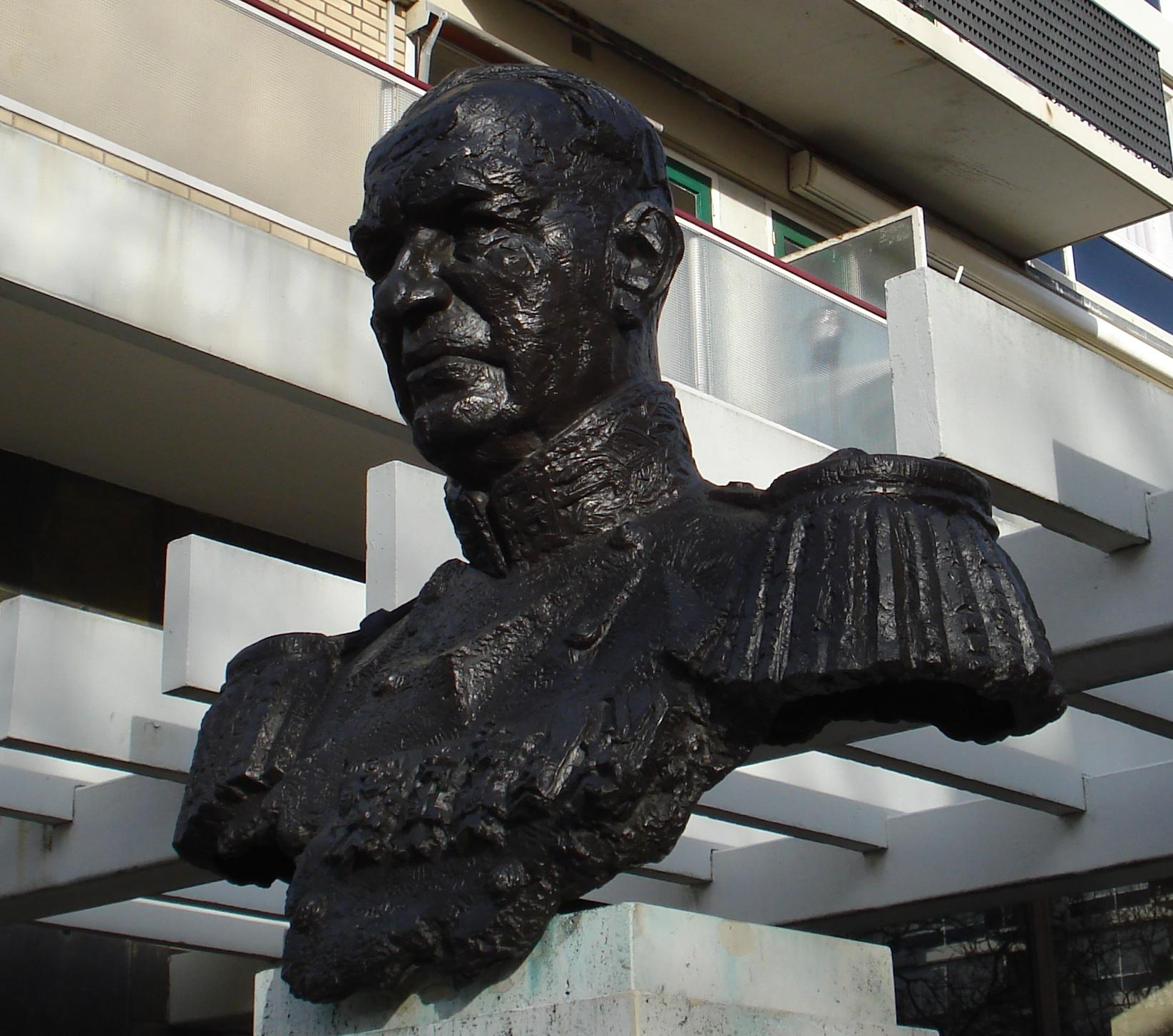
Beeld Karel Doorman van Willem Verbon aan de Karel Doormanstraat
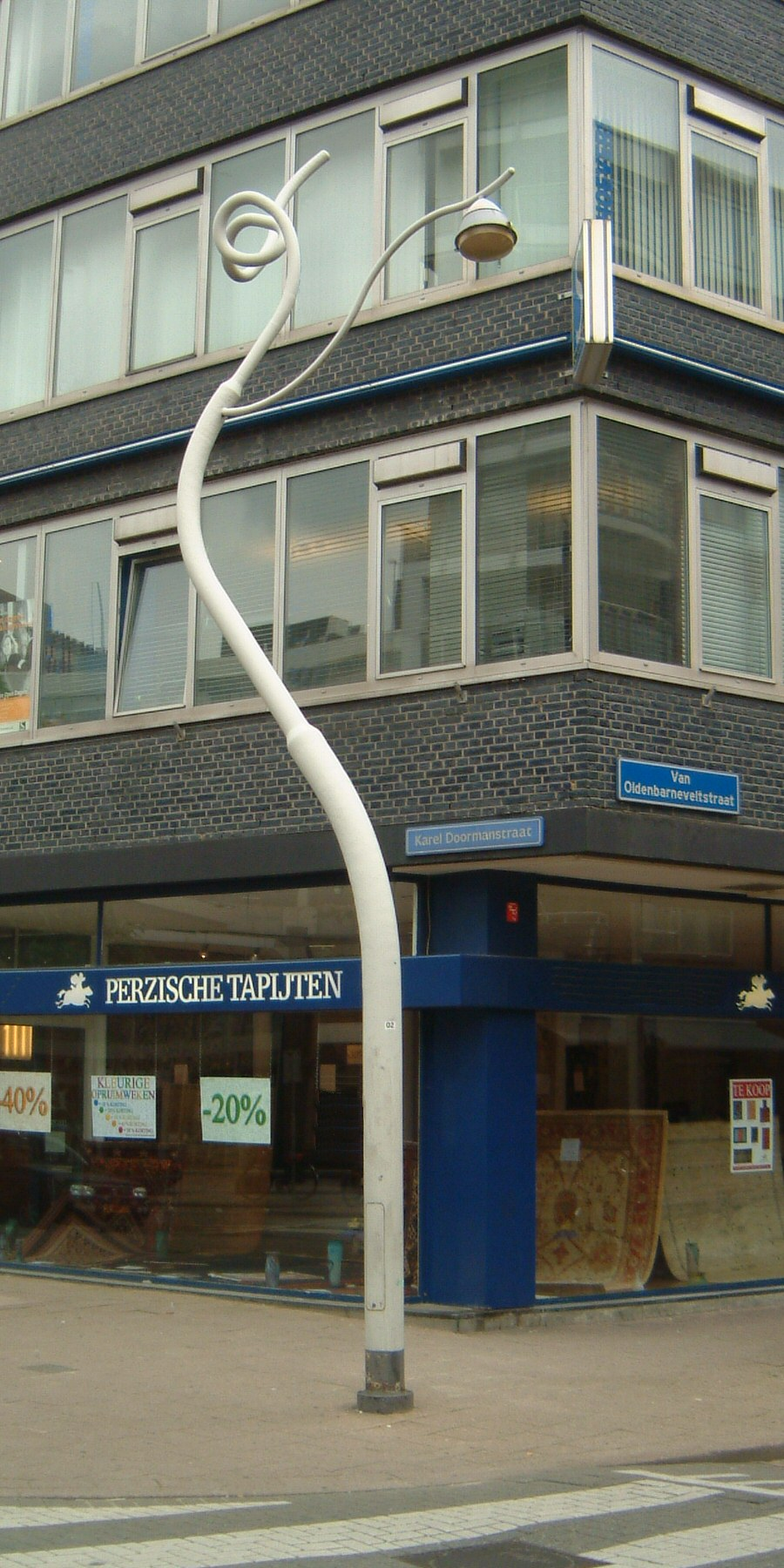
Swingende lamp op de hoek Van Oldenbarneveltstraat en de Karel Doormanstraat
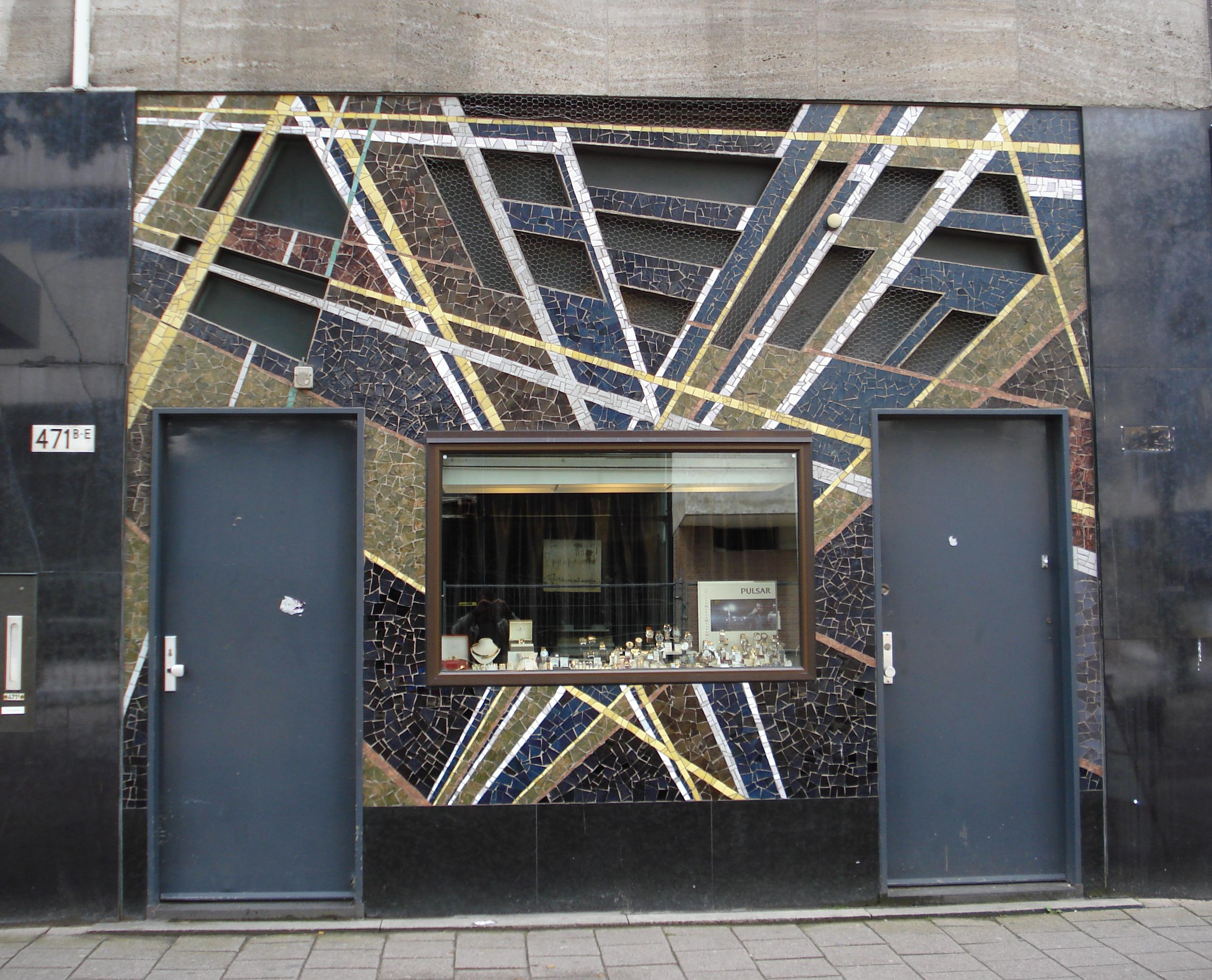
Mozaïek van Klaas van de Erve, Karel Doormanstraat
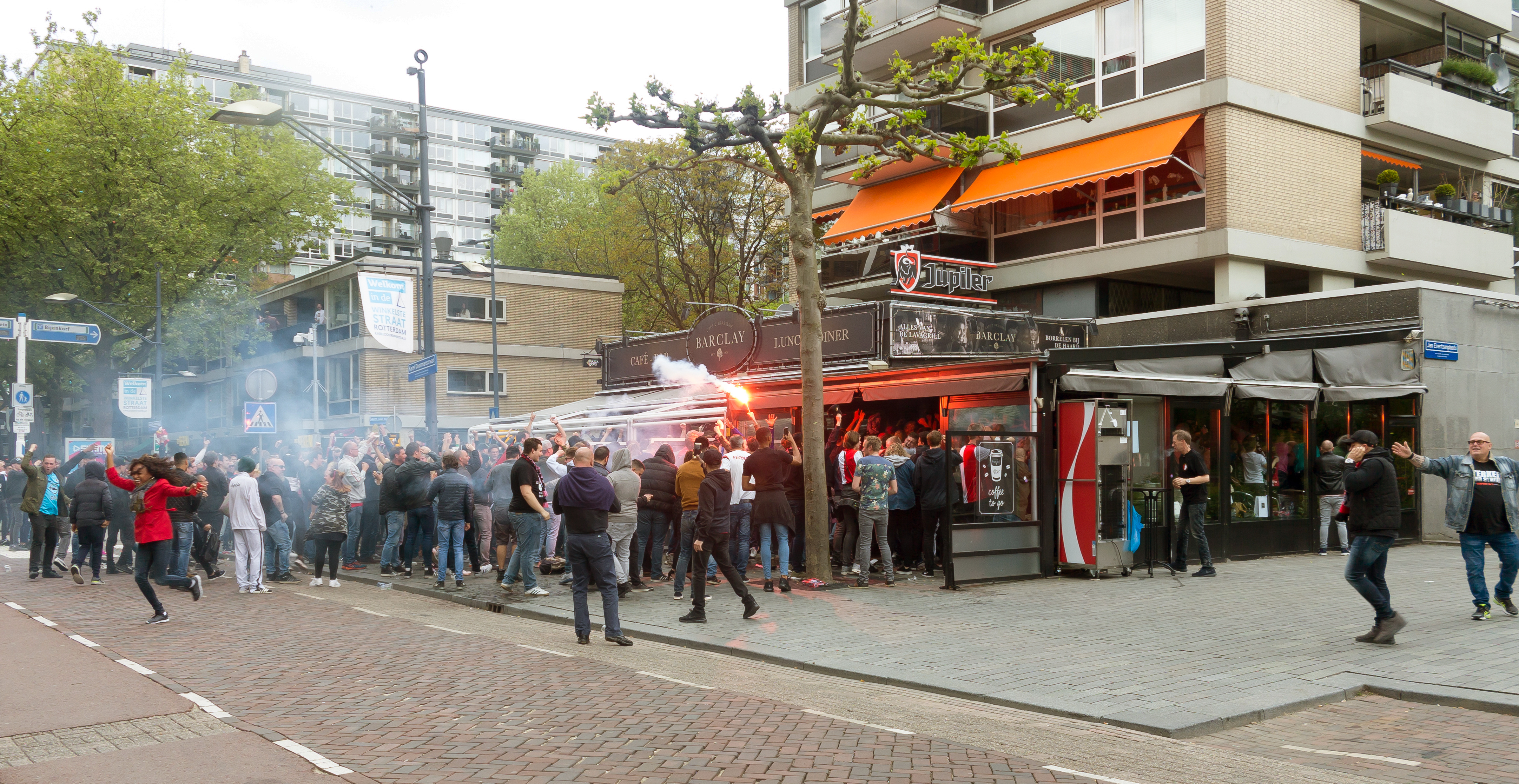
Karel Doormanstraat in 2017 (tijdens de kampioenswedstrijd)

Admiraal de Ruyterweg ·
Admiraliteitskade ·
Aert van Nesstraat ·
Baan ·
Batavierenstraat ·
Beukelsdijk ·
Beursplein ·
Beurstraverse ·
Binnenweg ·
Binnenwegplein ·
Binnenrotte ·
Blaak ·
Boezemweg ·
Boompjes ·
Bosland ·
Botersloot ·
Burgemeester van Walsumweg ·
Churchillplein ·
Coolsingel ·
Coolvest ·
Eendrachtsplein ·
Eendrachtsweg ·
Geldersekade ·
Goudsesingel ·
's-Gravendijkwal ·
Haagseveer ·
Henegouwerlaan ·
Hofdijk ·
Hofplein ·
Hoogstraat ·
Jonker Fransstraat ·
Karel Doormanstraat ·
Kipstraat ·
Kolk ·
Koningin Emmaplein ·
Korte Hoogstraat ·
Kruiskade ·
Kruisplein ·
Leuvehoofd ·
Lijnbaan ·
Lombardkade ·
Maasboulevard ·
Mariniersweg ·
Mathenesserlaan ·
Mauritsweg ·
Meent ·
Museumpark ·
Oostmolenwerf ·
Oostplein ·
Oude Binnenweg ·
Parkkade ·
Parklaan ·
Pim Fortuynplaats ·
Plein 1940 ·
Pompenburg ·
Rochussenstraat ·
Saftlevenstraat ·
Schiedamsedijk ·
Schiedamse Vest ·
Schouwburgplein ·
Spaansekade ·
Stadhuisplein ·
Stationsplein ·
Stroveer ·
Van Oldenbarneveltstraat ·
Vasteland ·
Veerkade ·
Weena ·
Westblaak ·
Westerkade ·
West-Kruiskade ·
Westersingel ·
Westplein ·
Willemskade ·
Willemsplein ·
Witte de Withstraat